# Narven, Norrtälje kommun
Narven är en bebyggelse öster om Norrtälje i Norrtälje kommun. Vid SCB:s ortsavgränsning 2020 klassades bebyggelsen som en småort. Vid Narven har Norrtälje Sjöscoutkår en stuga som används som utflyktsplats på sommarhalvåret med bland annat sjöaktiviteter som segling.